# Triglyphe

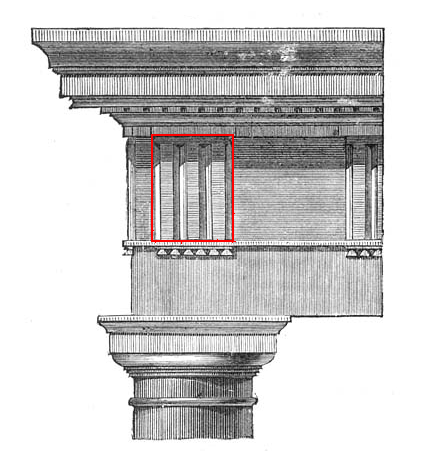
Triglyphe.

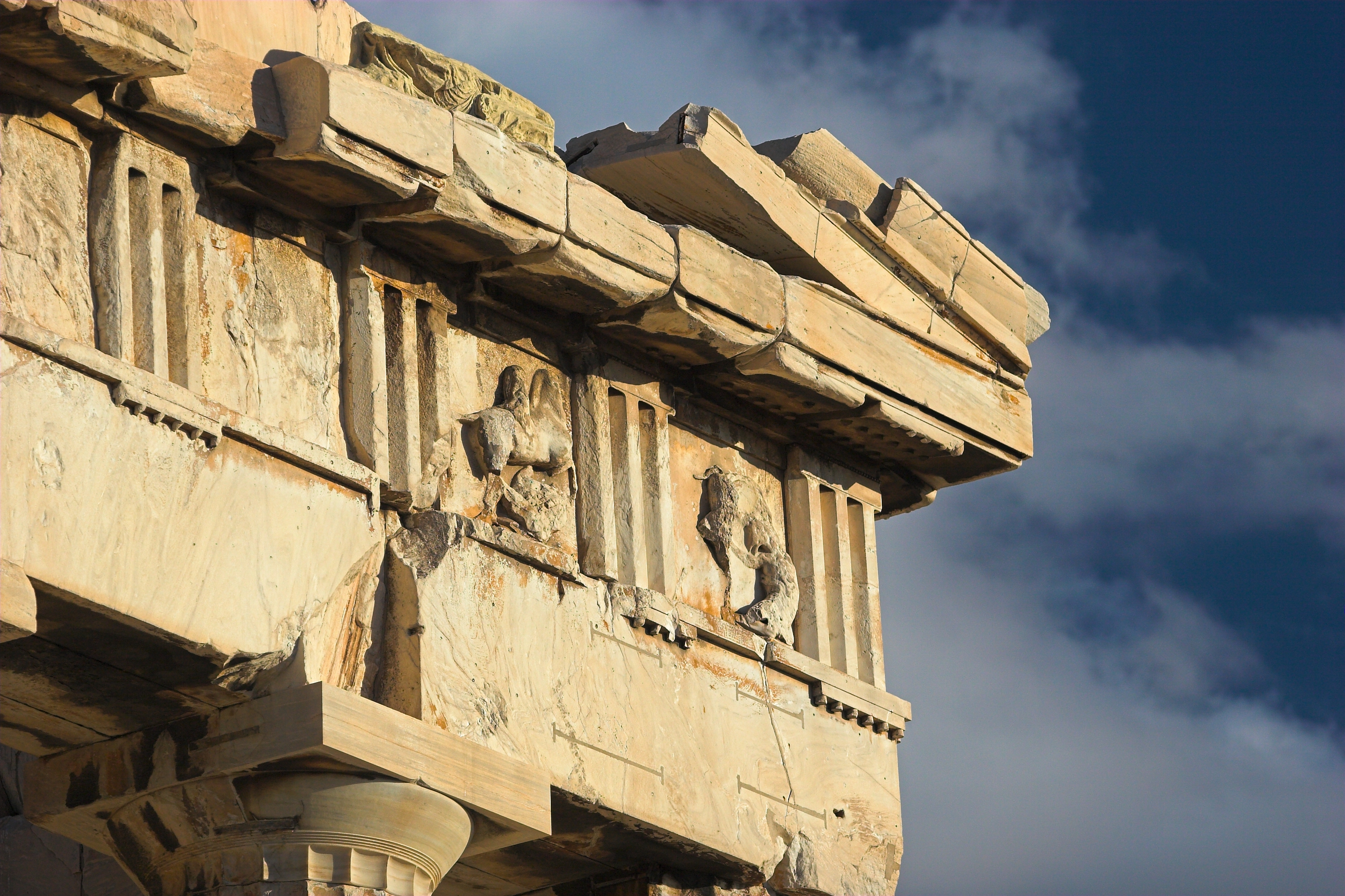
Détail de la frise dorique du Parthénon montrant les triglyphes et les métopes.

Le triglyphe est un ornement en relief de l'architecture antique qui sépare les métopes dans la frise dorique et qui se compose de deux canaux entiers (glyphes) et de deux demi-canaux (donc trois glyphes). Les cannelures, qui figurent de manière stylisée et symbolique les poutres de bois originellement employées par les Grecs (théorie vitruvienne qui n'est pas sans poser des difficultés), sont à section triangulaire ou circulaire, l'intervalle entre les canaux est le listel.
Selon Vitruve, les métopes et triglyphes de la frise dorique étaient à l'origine des plaques de terre cuite peintes de couleurs vives qui protégeaient de l'humidité la charpente en bois. Les temples seront progressivement construits en marbre (dans les Cyclades) ou en calcaire coquillier gris (dans le Péloponnèse) accédant ainsi à une dimension monumentale. Dans cette nouvelle architecture, toute de pierre constituée, charpente comprise, les éléments fonctionnels tels métopes et triglyphes de la frise dorique, accèdent à une valeur purement décorative. Même chose pour les annelets des colonnes qui, à l'origine, étaient les cerclages des colonnes en bois.
Selon la théorie des fenestrarum imagines de l'archéologue Robert Demangel, les jambes des trigyphes sont la transposition des grilles des fenêtres dont le prototype serait les ouvertures des lanterneaux égyptiens.
Contrairement à l'image de marbre blanc que nous a laissée l'usure du temps, les temples grecs étaient peints. Une coloration canonique se met en place : les lignes horizontales sont en rouge, les verticales en bleu ou en bleu-noir, les fûts de colonnes restent clairs.

## Usage dans le mobilier
Cet ornement a été utilisé également dans le mobilier aux époques où celui-ci copiait l'architecture Renaissance et Louis XVI et plus largement durant tout le néoclassicisme et l'éclectisme qui suit l'Ancien Régime jusqu'à la fin du XIXe siècle.